# Pavel Todoran
Pavel Todoran (n. 29 iunie 1954, Gurghiu, județul Mureș) este un fost deputat român, membru al Partidul Social Democrat. În legislatura 2000-2004, Pavel Tudoran a fost ales pe listele PDSR, a trecut la PSD în iunie 2001 și a fost membru în grupurile parlamentare de prietenie cu Canada și Ungaria. În legislatura 2004-2008, Pavel Tudoran a fost ales pe listele PSD și a fost membru în grupurile parlamentare de prietenie cu Bosnia și Herțegovina, Republica Islamică Iran și Republica Lituania.  